# 拉菲亞戰役
拉菲亞戰役（Battle of Raphia），發生在公元前217年，是塞琉古帝國與托勒密王國在第四次敘利亞戰爭的一場決定性戰役，也是希臘化時代規模相當龐大的戰役之一。

## 背景
塞琉古帝國安條克三世即位後，大力復興塞琉古帝國的威望，重新取回了塞琉古對東方米底、波斯等各省的控制，並把矛頭轉向敘利亞和埃及，在前219年爆發了第四次敘利亞戰爭。此時，埃及因宮廷陰謀及民心的不穩定而國力大幅衰落，且軍隊數量較少，不少托勒密的將領紛紛叛逃到安條克三世帳下，使安條克佔領柯里敘利亞、腓尼基和巴勒斯坦等地，而托勒密四世利用外交拖延了戰爭的進行，他的大臣索西比烏斯從本土埃及裔中招募士兵，並以馬其頓方陣的形式來訓練，來彌補希臘裔軍隊的不足。在前217年，托勒密率領大軍，往巴勒斯坦進軍，兩軍在加薩附近拉菲亞進行會戰，並在戰役前幾天，塞琉古的刺客曾潛伏接近埃及軍，意圖攻擊托勒密四世的國王營帳，但未成功刺殺托勒密。

## 軍隊規模和佈屬
歷史上有關兩軍規模的描述有些爭論，但主要以古希臘歷史學家波利比烏斯最初版本較受接受，波利比烏斯記載托勒密四世軍擁有70,000名步兵、5,000名騎兵和73頭戰象，由希臘雇傭軍、埃及希臘裔、埃及裔、色雷斯人和加拉太人等軍隊混合而成，其中埃及裔占了20,000名步兵。塞琉古的安條克三世軍則有62,000名步兵、6,000名騎兵和103頭印度戰象。
因為塞琉古步兵數目上少於埃及軍，不得不把輕裝部隊擺在主要戰列上，還犧牲方陣的縱深，使托勒密的方陣縱深比塞琉古步兵方陣還深，如此才能與托勒密步兵陣列差不多等長，而且埃及許多希臘雇傭兵的投射部隊具有良好盔甲保護，可以當作重裝步兵使用。
| 塞琉古帝國 | 埃及托勒密王國 |
| --- | --- |
| 塞琉古左翼外側 - 43頭戰象 - 2,000名騎兵 塞琉古左翼 - 2,000名波斯和阿格瑞安的輕裝步兵 - 5,000名東方輕裝步兵，由奇里乞亞人、達伊人和亞美尼亞人組成                       | 埃及右翼外側 - 33頭戰象 - 2,000名騎兵由艾克格拉底（Echecrates）率領 埃及右翼 - 2,000名輕裝步兵(可能佈署在右翼) - 4,000名加拉太和色雷斯傭兵 - 2,000名新移民所組成的步兵 |
| 塞琉古中央 - 10,000名阿拉伯步兵 - 20,000名馬其頓方陣，由尼卡爾科斯和狄奧多圖斯·厄彌歐利俄斯率領 - 10,000名銀盾兵，由狄奧多圖斯率領 - 5,000名東方輕裝步兵               | 埃及中央 - 8,000名雇傭希臘重裝步兵 - 20,000名埃及人組成的馬其頓式方陣 - 25,000名馬其頓方陣 - 3,000名利比亞人組成的馬其頓式方陣                                         |
| 塞琉古右翼 - 5,000名雇傭希臘重裝步兵，其中2,000名組成的馬其頓式方陣 - 5,000名羅德島和克里特弓兵 塞琉古右翼外側 - 4,000名騎兵，其中2,000名安條克三世親自指揮 - 60頭戰象 | 埃及左翼 - 3,000名皇家近衛步兵 - 3,000名利比亞輕裝步兵和克里特弓兵 埃及左翼外側 - 2,300名騎兵由波利克拉特斯（Polycrates） - 700名近衛騎兵托勒密四世率領 - 40頭戰象     |

根據波利比烏斯記載，可能的戰序佈署

## 戰役
戰役開始，安條克三世加重右翼部隊的突擊能力，更親自指揮騎兵，並使右翼突擊部隊向前斜向展開，同時托勒密四世也在埃及左翼防備上加重兵力並親自指揮。安條克三世命令他右翼的60頭印度象對托勒密的戰象衝鋒，兩軍戰象象牙互相推擠，但埃及使用的非洲森林象這個品種比塞琉古王朝使用的亞洲印度象體型還小，使得托勒密的戰象不敵且開始潰散，並打亂托勒密後方的左翼部隊，安條克立即率領騎兵攻擊托勒密左翼部隊和騎兵，並使埃及左翼開始潰散，但安條克三世並未遵循亞歷山大大帝的錘砧戰術從後方攻擊埃及步兵，而是持續在後追趕埃及左翼敗兵和托勒密四世，可能意圖要在戰場上擊殺敵軍統帥來獲取勝利（像當初亞歷山大在高加米拉戰役中直撲敵軍統帥波斯王大流士三世，但波斯王成功逃走）。

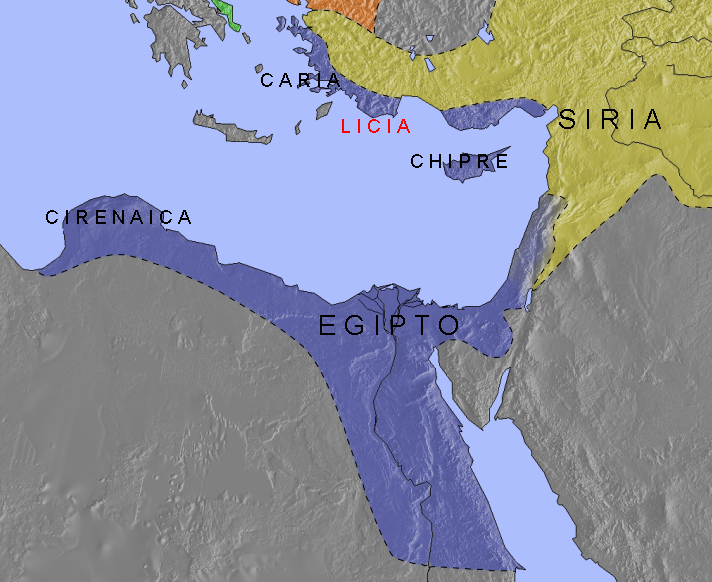
公元前200年塞琉古帝國和托勒密王朝形勢

在這同時，埃及右翼派出騎兵引誘塞琉古戰象，使塞琉古印度象脫離應有的位置去追趕騎兵。接著，埃及右翼剩下的戰象和其他部隊合力攻擊塞琉古左翼。在中央方陣，托勒密四世的姊姊阿爾西諾伊三世鼓舞埃及士兵要為自己的妻子和孩子奮戰，更承諾如果此戰獲勝要提供兩麥納的黃金給每個戰士。
在埃及右翼成功擊碎塞琉古左翼後，兩方軍隊的左翼都被擊碎，只剩下中央的方陣互相對抗，然而托勒密四世從左翼敗兵脫離，轉移到中央步兵的位置鼓勵他的步兵攻擊，使埃及士氣大振，加上埃及勝利的右翼部隊轉向攻擊塞琉古中央的側翼，且塞琉古陣列的輕裝步兵明顯敵不過埃及重裝步兵的攻擊，逐漸開始潰散。當安條克發覺自方步兵的敗勢時，匆忙趕回但為時已晚，儘管他意圖重組戰線，但戰役已注定由托勒密獲勝。

## 戰後
此戰，塞琉古帝國付出10,000名步兵陣亡、300名騎兵陣亡、5頭戰象死亡和4,000名步兵被俘的高額代價，反觀托勒密僅1,500名步兵陣亡、700名騎兵陣亡、16頭戰象死亡和大部分戰象被俘。
戰後，安條克退到加薩，並派出使者向托勒密要回自方戰士遺體來埋葬，在那締結和約，結束了第四次敘利亞戰爭，托勒密重新奪回了他在柯里敘利亞的控制，並維持到前198年的帕尼翁戰役為止，然而因為許多埃及本土人參與這次戰役而受到足夠的軍事訓練，在民族意識興起下發動大規模對托勒密王國的叛亂，進一步削弱托勒密王朝國力。此次戰役，也是托勒密王朝最後一場大型勝利。

## 參看條目
- 第四次敘利亞戰爭